# Landinia dolcei
Landinia dolcei è un pesce osseo estinto, appartenente ai teleostei. Visse nel Cretaceo superiore o forse nel Paleocene inferiore (circa 72 - 62 milioni di anni fa) e i suoi resti fossili sono stati ritrovati in Italia.

## Descrizione
Questo pesce possedeva un corpo allungato, lungo fino a una decina di centimetri. Possedeva una testa piccola e un peduncolo caudale profondo, mentre la bocca era piccola e priva di denti. Le vertebre addominali erano leggermente più numerose delle vertebre caudali. Il primo centro urale era fuso con il primo centro preurale, mentre il secondo centro preurale era dotato di una lunga spina preurale. La pinna dorsale era corta ma piuttosto alta, e posta al centro del corpo; la pinna anale era anch'essa corta e alta, e posta esattamente a metà tra la pinna dorsale e la pinna caudale; gli pterigiofori anali anteriori erano molto lunghi. Le pinne pettorali erano relativamente corte e situate nella parte inferiore del corpo. Le ossa pelviche erano lunghe e quasi orizzontali, mentre le pinne ventrali erano poste in posizione arretrata, molto vicino alla pinna anale. La pinna caudale era moderatamente biforcuta. 

## Classificazione
Landinia dolcei venne descritto per la prima volta nel 2000, sulla base di resti fossili ritrovati in Italia, nei pressi di Trieste, vicino al villaggio di Trebiciano; la formazione Liburnica, in cui sono stati ritrovati i fossili, inizialmente venne attribuita al Paleocene inferiore, ma successivamente venne attribuita al Cretaceo superiore (Campaniano - Maastrichtiano). Le caratteristiche di questo pesce lo avvicinano ai gonorinchiformi, ma non è certo che Landinia appartenesse a questo clado.